# Curtiss Model K
Le Curtiss Model K, aussi connu sous la désignation de Model 4, était un hydravion monomoteur américain de la Première Guerre mondiale, conçu en 1914 par le constructeur américain Curtiss à Hammondsport, dans l'État de New York. Il s'agissait en fait d'une version dérivée agrandie du Model F, dont environ 50 exemplaires furent produits pour être exportés vers la Marine impériale russe.

## Conception et développement
En 1914, la compagnie Curtiss développa son Model K, une évolution agrandie de son hydravion réussi Model F. Il s'agissait d'un biplan à trois rangées d'entretoises, propulsé par un moteur Curtiss V-X de 150 ch (112 kW) monté en configuration « pusher » (hélice propulsive) entre les ailes. Contrairement au Model F, les ailes du Model K étaient décalées et légèrement en flèche, avec des ailerons installés sur l'aile supérieure au lieu d'être placés entre les deux plans,.
Le premier vol du Model K fut retardé jusqu'en janvier 1915 par des problèmes avec son moteur, l'avion étant alors déclaré comme étant le plus gros hydravion monomoteur au monde à cette époque.

## Histoire opérationnelle
Bien que le Model K n'ait pas engendré de commandes de la part des administrations aux États-Unis, les tentatives à l'export se montrèrent plus fructueuses, avec une commande pour au-moins 51 appareils en configurations hydravion et « terrestre » pour la marine impériale russe, en 1914. L'auteur E. R. Johnon affirme que la commande, concernant 54 appareils, fut passée fin 1915, avec des livraisons débutant en 1916.
Emballés dans des caisses, les avions furent livrés via Vancouver et Vladivostok, causant de sérieux retards en raison de la nécessité de ré-assembler les avions une fois arrivés à destination. De plus, beaucoup n'étaient plus utilisables en mer, en raison de fissures étant apparues sur leurs coques pendant le transport,.

## Utilisateur
- Empire russe :
  - Marine impériale russe.